# Тензор
Тензорите са категория математически обекти. Частни случаи на тензори са числата – скалари, вектори и билинейни форми. Изучаването на тензорите е предмет на тензорния анализ и линейната алгебра.
Най-общо казано тензорът може да се представи във вид на многомерна таблица {\displaystyle d\times d\times \cdots \times d} (броят на множителите съвпада с валентността на тензора).
Тази многомерна таблица е запълнена с числа (компоненти на тензора).
При смяна на базата за сравнение (в частност, координатната система) компонентите на тензора се изменят по определен начин, но при това самият тензор не зависи от избора на координатната система или базата.

## Определение
Тензор с размерност (ранг) {\displaystyle (r,\ s)} над {\displaystyle d}-мерно векторно пространство {\displaystyle V} е резултатен елемент от тензорно произведение между {\displaystyle r} пространство {\displaystyle V} и {\displaystyle s} спрегнато пространство {\displaystyle V^{*}}.
Тензорът (r, s) е пространствено-линейна функция от 1-ва форма на {\displaystyle V}.
{\displaystyle \tau \in T_{s}^{r}(V)=V\otimes V\otimes \dots \otimes V\otimes V^{*}\otimes V^{*}\otimes \dots \otimes V^{*}\,.}
Сумата на числата {\displaystyle r+s} се нарича валентност на тензора. Тензор от ранг {\displaystyle (r,\ s)} се нарича също {\displaystyle r} пъти ко- и {\displaystyle s} пъти контравариантен.

## Примери
Тензор от ранг 0 – скалар (число).
Скаларната величина или числото има смисъл само ако е в съотношение с някаква база за сравнение.
Тензор от ранг 1 – вектор (големина, посока)
Вектор както и ковектор може да се разглеждат като едномерен масив от числа (координати).
Тензор от ранг 2 – билинейна форма (dyad) (големина и 2 посоки)
Двумерен масив от числа (скалари).
Тензор от ранг 3 – триад (големина и 3 посоки)
Тримерен масив от числа.
Тензор от ранг (0,0) е скалар;
Тензор от ранг (1,0) е вектор;
Тензор от ранг (0,1) е ковектор (контравариантен вектор), тоест
Елемент на пространството V * (или линейна функция на V, 1-форма);
Тензор от ранг (0,2) е билинейна форма;
Тензор от ранг (1,1) е линеен оператор.
Нека да дефинираме обобщена формула за тензорите.
Тензор от тип (s), или валентност (s) се нарича r-пъти контравариантен и (s-r) пъти ковариантен тензор.